# Дедушкины рассказы
«Дедушкины рассказы» или «Рассказы дедушки» (англ. Tales of a Grandfather) — исторический труд британского писателя Вальтера Скотта, написанный и опубликованный в 1827—1830 годах. Рассказывает об истории Шотландии и Франции, имел огромный успех у читателей, был высоко оценён критиками.

## Создание и оценки
В мае 1827 года Вальтеру Скотту пришла идея написать «Историю Шотландии», адресованную его шестилетнему внуку Джону Хью Локхарту. Отчасти писатель был вдохновлён успехом рассказов Джона Уилсона Крокера об истории Англии. Первая часть книги, получившей название «Дедушкины рассказы», увидела свет в декабре 1827 года. Она описывала период от правления Макбета в XI веке до англо-шотландской унии 1603 года. Книга имела огромный успех, благодаря чему меньше чем через месяц пришлось выпускать дополнительный тираж. В мае 1828 года Скотт решил написать вторую часть, описывающую период до унии 1707 года. Она была дописана в сентябре 1828 года и опубликована в ноябре. Третья часть, рассказывающая о XVIII веке, вышла в декабре 1829 года.
В июле 1830 года Скотт согласился написать четвертую часть «Дедушкиных рассказов», посвящённую истории Франции от Карла Великого до Людовика XIV. Она была опубликована в декабре 1830 года и продавалась так же хорошо, как предыдущие части.
Критики почти единодушно одобрили «Дедушкины рассказы». Эту книгу признали важным шагом в развитии литературы для детей, Скотта хвалили за объективное отношение к разным политическим группировкам. Звучали и критические мнения о том, что писатель недостаточно чётко формулирует мораль на основе описываемых событий, что он избегает спорных тем ради популярности. Современные исследователи констатируют, что Скотт в духе своей эпохи уделял слишком много внимания разного рода легендам и патриотическим выдумкам.
Пятая часть «Дедушкиных рассказов» осталась незаконченной и была опубликована издательством University of Illinois Press в 1996 году.